# 2004 HL79
2004 HL79, também escrito como 2004 HL79, é um objeto transnetuniano que está localizado no Cinturão de Kuiper, uma região do Sistema Solar. Este corpo celeste é classificado como um cubewano. Ele possui uma magnitude absoluta de 7,6 e tem um diâmetro estimado com 133 km.

## Descoberta
2004 HL79 foi descoberto no dia 26 de abril de 2004 pelo astrônomo B. Gladman.

## Órbita
A órbita de 2004 HL79 tem uma excentricidade de 0,077 e possui um semieixo maior de 42,328 UA. O seu periélio leva o mesmo a uma distância de 39,056 UA em relação ao Sol e seu afélio a 45,601 UA.